# Orthomagmatische Lagerstätte
Bei einer orthomagmatischen oder intramagmatischen Lagerstätte (englisch magmatic segregation deposit) handelt es sich um eine Erzlagerstätte, die aus einem noch glutflüssigen Magma durch fraktionierte Kristallisation oder durch Liquidentmischung abgeschieden wurde.

## Anreicherung durch fraktionierte Kristallisation
Bestimmte Minerale mit einem besonders hohen Schmelzpunkt kristallisieren aus der Gesteinsschmelze aus und reichern sich am Boden der Magmakammer an. Die resultierenden Kumulate weisen oft eine deutliche lithologische Wechsellagerung auf, bei der sich bestimmte Mineralabfolgen mehrfach wiederholen. Die Ursachen für diese Schichtung sind umstritten. Manche Bearbeiter gehen von einer mechanischen Sortierung durch die Schwerkraft oder durch Magmenströmungen aus; andere bevorzugen ein Modell der rhythmischen Abscheidung oder Magmenmischung.
Bekannte Beispiele sind die Chromit-Flöze im Bushveld-Komplex, einer geschichteten Intrusion (Lopolith) in Südafrika, und im Great Dyke in Simbabwe, die bereits im Präkambrium in die stabile kontinentale Kruste (Kraton) eingedrungen sind. Im Bushveld-Komplex wird wegen seines Vanadium-Gehaltes mittlerweile auch der in den oberen Zonen angereicherte Magnetit abgebaut. Zwischen den Chromit-Bändern und dem Magnetitband liegt außerdem noch das Platin-führende „Merensky Reef“. Die Genese dieser oxidreichen Bänder ist noch wenig verstanden.
Neben solchen stratiformen Erzanreicherungen vom Bushveld-Typ existieren auch noch viele kleine podiforme Chromit-Vorkommen (alpiner Typ), z. B. im südlichen Ural und in den Philippinen. Da sie sich in Ophiolith-Komplexen befinden, hält man sie für ehemalige Intrusionen in ozeanische Kruste, und zwar in Randbecken (Back-arc Basin), nicht in der Nähe von Mittelozeanischen Rücken. Ihr Alter ist phanerozoisch und damit deutlich jünger als das der präkambrischen Vorkommen.
Während Chrom-Lagerstätten fast ausschließlich an ultrabasische Gesteine gebunden sind und nur selten an gabbroide oder noritische Intrusionen, existieren außerdem wichtige orthomagmatische Titan-Lagerstätten, wie z. B. bei Tellness in Norwegen oder Allard Lake in Québec, Kanada, die jedoch eine enge Beziehung zu Anorthositen und anorthositischen Gabbros aufweisen. Die Unterschiede in der Mineralisation gehen also offensichtlich auf die Unterschiede zwischen den Ausgangsmagmen zurück. Das wichtigste Erzmineral ist hier Ilmenit.

## Anreicherung durch Liquidentmischung

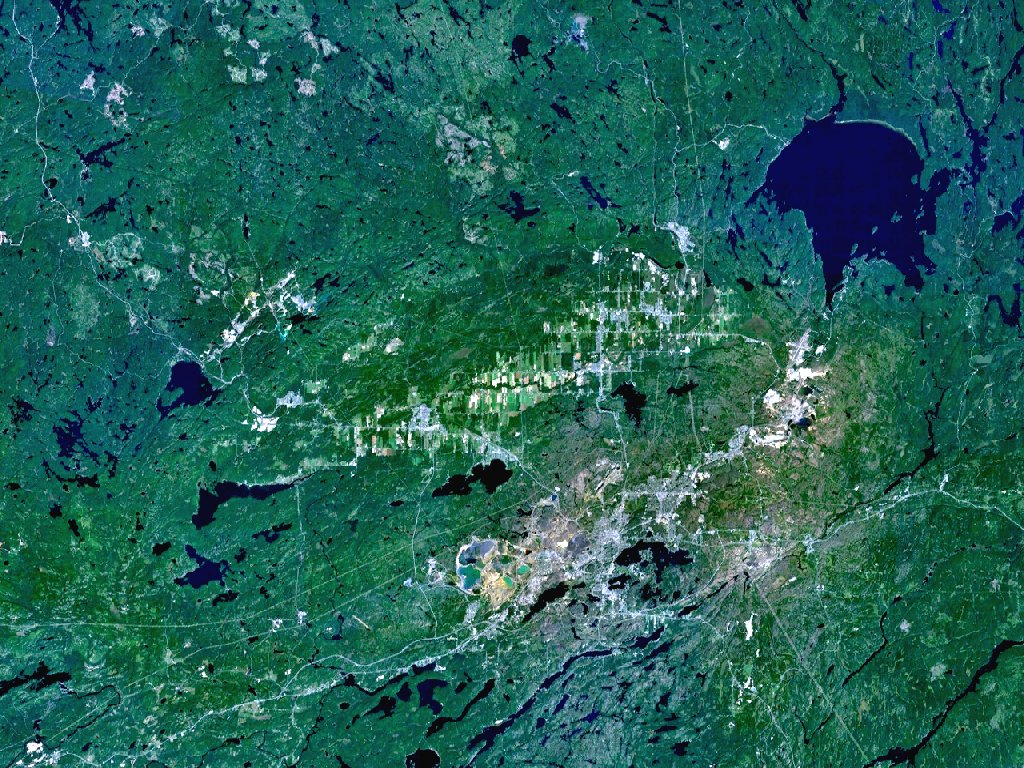
Satellitenbild des Impaktkraters von Sudbury/Ontario (langgezogenes hellgrünes Oval in der Bildmitte)

Bereits im schmelzflüssigen Zustand können sich bestimmte unmischbare Komponenten der Schmelze voneinander trennen. Besonders Sulfide in einer Sulfid-Silikat-Schmelze scheiden sich ab, vereinen sich zu Tröpfchen und sinken zu Boden. Im Gegensatz zur fraktionierten Kristallisation findet Liquidentmischung nicht nur in Magmakammern statt, sondern auch an der Basis von basischen und ultrabasischen Lavaströmen und Sills (z. B. Komatiite innerhalb archaischer Grünsteingürtel). In den Sulfidtröpfchen reichern sich chalkophile Elemente wie Eisen, Kupfer, Nickel und die Metalle der Platin-Gruppe an. Hierbei sind Vorkommen mit einem hohen Verhältnis von Kupfer zu Nickel an gabbroide Gesteine gebunden; solche mit einem niedrigen Verhältnis an Ultrabasite.
Die bedeutendsten orthomagmatischen Sulfiderzanreicherungen der Welt sind die Nickel-Lagerstätten im Sudbury-Becken (Ontario). Sie befindet sich in einer Norit-Intrusion, die eine katastrophale Energiefreisetzung erlitten hat, wahrscheinlich den Impakt eines Asteroiden. Weitere Beispiele finden sich in Petschenga (GUS), Jinchuan (China) und im Yilgarn-Block (Australien). Einen Sonderfall stellt die Nickel-Lagerstätte von Noril'sk-Talnakh (GUS) dar. Sie ist nicht nur an die subvulkanischen Förderspalten von Decken-Basalten gebunden, sondern auch ungewöhnlich jung (Trias). Die große Masse der orthomagmatischen Sulfidlagerstätten stammt hingegen aus dem Archaikum und frühen Proterozoikum.